# Esteban Moreira
Esteban Ignacio Moreira Soto (Rancagua, Región de O'Higgins; 17 de febrero de 2002) es un futbolista chileno que juega de Delantero en Deportes La Serena de la Primera División de Chile. 

## Trayectoria
Llegó a O'Higgins en el año 2012, cuando tenía 10 años de edad. El delantero rancagüino arribó al club luego de superar con éxito una prueba masiva realizada en Rancagua.  
Luego de realizar las divisiones inferiores junto a O'Higgins, debutó en el fútbol profesional en el 2020 en un partido contra Cobresal en el Estadio El Teniente, ingresando en el minuto 86 por el delantero argentino Gustavo Gotti.
El 22 de mayo de 2022, anotó su primer gol en el profesionalismo ante Colo-Colo, abriendo la cuenta a los dos minutos de juego en el empate 1-1 disputado en El Teniente.
El 29 de diciembre de 2024 es anunciada su cesión a Deportes La Serena de la Primera división, con vistas a la temporada 2025.

## Selección nacional
Fue convocado por el entrenador de la sub-20 Patricio Ormazábal para disputar el Torneo Internacional Granja Comary del año 2020 en Brasil, siendo titular en los 2 encuentros terminando el torneo de forma invicta y subcampeón.

## Estadísticas

### Clubes
| Club              | Div              | Temporada        | Liga  | Liga  | Copas nacionales | Copas nacionales | Torneos internacionales | Torneos internacionales | Total | Total |
| Club              | Div              | Temporada        | Part. | Goles | Part.            | Goles            | Part.                   | Goles                   | Part. | Goles |
| ----------------- | ---------------- | ---------------- | ----- | ----- | ---------------- | ---------------- | ----------------------- | ----------------------- | ----- | ----- |
| O'Higgins · Chile | 1.ª              | 2020             | 2     | 0     | 0                | 0                | 0                       | 0                       | 2     | 0     |
| O'Higgins · Chile | 1.ª              | 2021             | 0     | 0     | 0                | 0                | 0                       | 0                       | 0     | 0     |
| O'Higgins · Chile | 1.ª              | 2022             | 17    | 3     | 4                | 0                | 0                       | 0                       | 21    | 3     |
| O'Higgins · Chile | 1.ª              | 2023             | 24    | 2     | 5                | 4                | 0                       | 0                       | 29    | 6     |
| O'Higgins · Chile | 1.ª              | 2024             | 7     | 1     | 1                | 0                | 0                       | 0                       | 8     | 1     |
| O'Higgins · Chile | Total club       | Total club       | 50    | 6     | 10               | 4                | 0                       | 0                       | 60    | 10    |
| La Serena · Chile | 1.ª              | 2025             | 11    | 1     | 7                | 2                | 0                       | 0                       | 18    | 3     |
| La Serena · Chile | Total club       | Total club       | 11    | 1     | 7                | 2                | 0                       | 0                       | 18    | 3     |
| Total en carrera  | Total en carrera | Total en carrera | 61    | 7     | 17               | 6                | 0                       | 0                       | 78    | 13    |
| 1. 2.             |                  |                  |       |       |                  |                  |                         |                         |       |       |

### Resumen estadístico
| Competición               | Partidos | Goles |
| ------------------------- | -------- | ----- |
| Primera División de Chile | 61       | 7     |
| Copa Chile                | 17       | 6     |
| Selección chilena sub-20  | 2        | 0     |
| Total                     | 80       | 13    |